# مرد خجالتی
مرد خجالتی (انگلیسی: The Bashful Bachelor) یک فیلم به کارگردانی مالکوم سنت کلیر است که در سال ۱۹۴۲ منتشر شد.